# Azania Stewart
Azania Jocelyn Dinah Stewart (Londra, 13 marzo 1989) è un'ex cestista britannica.

## Carriera
Con la Gran Bretagna ha disputato i Giochi olimpici di Londra 2012 e tre edizioni dei Campionati europei (2011, 2013, 2015).